# Badminton nos Jogos Pan-Americanos de 2007
O badminton nos Jogos Pan-Americanos de 2007 foi realizado no Rio de Janeiro, Brasil, entre 14 e 19 de julho de 2007. Simples e duplas masculino e feminino e duplas mistas foram os eventos disputados no Pavilhão 4B do Complexo Esportivo Riocentro.

## Países participantes

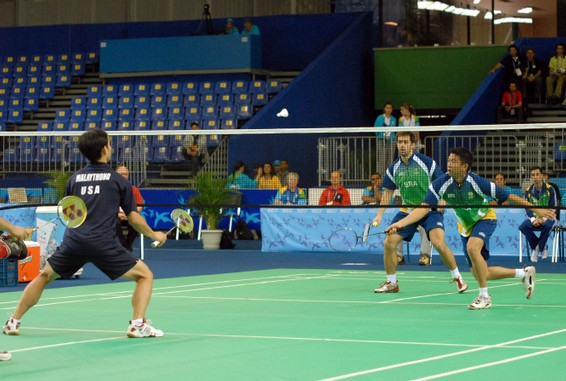
Partida de duplas entre Brasil e Estados Unidos

Um total de 14 países enviaram representantes para as competições de badminton com um total de 40 homens e 33 mulheres.
| - ARG Argentina (2) - BAR Barbados (3) - BRA Brasil (8) - CAN Canadá (8) - CHI Chile (2) - CUB Cuba (6) - USA Estados Unidos (8) | - ECU Equador (2) - GUA Guatemala (8) - JAM Jamaica (2) - MEX México (8) - PER Peru (8) - SUR Suriname (2) - TRI Trinidad e Tobago (6) |

## Calendário
|  | Dia de competição |  | Dia de final |

## Medalhistas
Masculino
| Evento              | Ouro                                 | Prata                                         | Bronze                                                                                |
| ------------------- | ------------------------------------ | --------------------------------------------- | ------------------------------------------------------------------------------------- |
| Individual detalhes | Mike Beres CAN Canadá                | Kevin Cordón GUA Guatemala                    | Rodrigo Pacheco PER Peru Eric Go USA Estados Unidos                                   |
| Duplas detalhes     | Mike Beres William Milroy CAN Canadá | Howard Bach Bob Malaythong USA Estados Unidos | Pedro Yang Erick Anguiano GUA Guatemala Guilherme Kumasaka Guilherme Pardo BRA Brasil |

Feminino
| Evento              | Ouro                                            | Prata                                 | Bronze                                                                              |
| ------------------- | ----------------------------------------------- | ------------------------------------- | ----------------------------------------------------------------------------------- |
| Individual detalhes | Eva Lee USA Estados Unidos                      | Charmaine Reid CAN Canadá             | Sarah MacMaster CAN Canadá Claudia Rivero PER Peru                                  |
| Duplas detalhes     | Eva Lee Mesinee Mangkalariki USA Estados Unidos | Charmaine Reid Fiona McKee CAN Canadá | Jamie Subandhi Kuei Ya Chen USA Estados Unidos Jie Meng Jin Valeria Rivero PER Peru |

Misto
| Evento          | Ouro                                   | Prata                           | Bronze                                                                                         |
| --------------- | -------------------------------------- | ------------------------------- | ---------------------------------------------------------------------------------------------- |
| Duplas detalhes | Eva Lee Howard Bach USA Estados Unidos | Val Loker Mike Beres CAN Canadá | Claudia Rivero Rodrigo Pacheco PER Peru Mesinee Mangkalariki Bob Malaythong USA Estados Unidos |

## Quadro de medalhas do badminton
| Ordem | País               | Medalha de ouro | Medalha de prata | Medalha de bronze |    |
| ----- | ------------------ | --------------- | ---------------- | ----------------- | -- |
| 1     | USA Estados Unidos | 3               | 1                | 3                 | 7  |
| 2     | CAN Canadá         | 2               | 3                | 1                 | 6  |
| 3     | GUA Guatemala      |                 | 1                | 1                 | 2  |
| 4     | PER Peru           |                 |                  | 4                 | 4  |
| 5     | BRA Brasil         |                 |                  | 1                 | 1  |
| TOTAL | TOTAL              | 5               | 5                | 10                | 20 |